# Carlo Luigi Giuseppe Bertero
Pour les articles homonymes, voir Bertero.
 (février 2017).
Si vous disposez d'ouvrages ou d'articles de référence ou si vous connaissez des sites web de qualité traitant du thème abordé ici, merci de compléter l'article en donnant les références utiles à sa vérifiabilité et en les liant à la section « Notes et références ».
Carlo Luigi Giuseppe Bertero (14 october 1789 à St. Vittoria d’Alba- disparu au large de Tahiti en 1831) est un physicien et botaniste italien qui étudia les plantes du Chili. Il meurt dans un naufrage au large de Tahiti.

## Biographie
Bertero perdit assez jeune son père. Il fréquenta le lycée d'Alba, où il reçut l'influence de son professeur de philosophie, Francesco Giuseppe Gardini. Il étudia la médecine à l'université de Turin et se spécialisa dans l'étude des plantes toxiques et vomitives de sa région natale (le Piémont). C'est ainsi qu'il se tourna peu à peu vers la botanique.
Bertero, suspect, avec son ami le botaniste Giovanni Battista Balbis (1765–1831), d'avoir pris part à la Révolution piémontaise, partit pour Pavie puis de là pour Lyon. En 1827, à Paris, il se lia d'amitié avec Augustin-Pyramus de Candolle (qui nommera plus tard en son honneur un genre de crucifères, Berteroa) et Benjamin Delessert. Décidé à explorer la flore du Chili, il prit des cours de dessin auprès de P. F. Turpin pour exécuter lui-même les croquis de plantes. Parti du Havre au mois de septembre 1827, il rallia le Chili en 112 jours. Après avoir effectué 2000 croquis de 300 végétaux différents, il se rendit dans l'archipel Juan Fernández en compagnie du botaniste anglais A. Caldeleugh, puis en septembre 1830 à Tahiti. Il disparut dans un naufrage lors du voyage de retour vers Valparaiso. Son ami Jacques-Antoine Moerenhout, consul-général des Pays-Bas pour l'Océanie, donna son nom à une île de l'archipel des Tonga.